# Raimundo Cabrera
Raimundo Cabrera y Bosch (La Habana, 1852-La Habana, 1923) fue un escritor y abogado cubano.

## Biografía
Nacido el 9 de marzo de 1852 en La Habana —al parecer se consideraba a sí mismo güinero—, estudió en el colegio de San Francisco de Asís. Se puso del lado de los insurrectos al inicio de la guerra de los Diez Años y al cabo de un año fue hecho prisionero y llevado a la isla de Pinos.
Cursó la carrera de derecho en Sevilla y fue uno de los fundadores del partido autonomista en 1878. Ocupó el cargo de diputado provincial por Güines en 1879, fundó La Unión y a comienzos de la década de 1890 se dedicaba a la abogacía.
Cabrera, que viajó por los Estados Unidos y publicó diversos libros, fue director de la publicación periódica Cuba y América y autor de títulos como Cuba y sus jueces y Mis buenos tiempos. Tras el fin de la guerra fue partidario de acercar la isla a Estados Unidos y «deshispanizarla». Fallecido el 21 de mayo de 1923 en La Habana, fue padre, junto a Elisa Macaida y Casanova, de la antropóloga Lydia Cabrera.